# ترس (فیلم ۱۹۹۳)
ترس:یک داستان عشق خشونت‌آمیز(به هندی: डर(در:darr))نام یک فیلم تریلر روانشناسانه به کارگردانی یاش چوپرادرسال۱۹۹۳است. سانی دئول، شاهرخ خان وجوهی چاولا
بازیگران اصلی فیلم هستند. این فیلم داستان یک عاشق وسواسی شاهرخ خان است که می‌خواهد هرطور شده دختر مورد علاقه‌اش جوهی چاولا را که اکنون نامزد سانی دئول است را به دست بیاورد. این
فیلم دومین اجرای شاهرخ خان در نقش منفی پس از بازیگر (فیلم۱۹۹۳) است. اجرای او در این فیلم یکی
از بهترین اجراهایش تصور می‌شود و برایش یک نامزدی بهترین اجرا درنقش منفی از جوایز فیلم فیر به دنبال داشت.
درسال۱۹۹۳ خان تحسین‌های زیادی به دلیل ایفای نقش‌های منفی درفیلم‌های پرفروش بازیگر (فیلم۱۹۹۳) وترس دریافت کرد. در مورد خان دردانشنامه بریتانیکا دربخش"دائرةالمعارف سینمای هند"آمده‌است:"او تصویر قراردادی قهرمان را درهردوی این فیلم‌ها به چالش کشیده‌است.
وشیوه خودش را در مورد قهرمانان ساخته‌است."ترس اولین فیلم خان با یاش چوپرا وکمپانی یاش راج فیلمز
(بزرگ‌ترین کمپانی تولید فیلم بالیوود)است که آغازگری برای همکاری‌های بعدی این دوست.
ترس بعداً درزبان کانارا با عنوان Preethse بازسازی شد.
این فیلم در ایران توسط مؤسسه رسانه‌های تصویری دوبله و پخش شده‌است.

## داستان
کیرن(جوهی چاولا)یک دختر دانشجوست که هنگامیکه در راه بازگشت به خانه برای تعطیلات است، صدای
آواز خواندن پسری را می‌شنود که برای او می‌خواند. کیرن که گمان می‌کند دوست پسر او، سونیل(سانی دئول)است که اومده تا او را به خانه ببرد امااوسونیل نیست بلکه راهول(شاهرخ خان)هم دانشگاهی
کیرن است که او را دوست دارد و برای به دست آوردنش هر کاری می‌کند.
سونیل، یک افسر نیروی دریایی است که به دلیل شجاعتش در نجات یک کودک از آدم‌ربایی، به او یک ماه مرخصی داده شده‌است. کاپیتان سونیل(دلیپ تاهیل)پدر راهول است وراهول سعی می‌کند با سونیل دوست
شود تا خودش را به کیرن نزدیک کند ولی بعد می‌فهمد که سونیل و کیرن با هم نامزد هستند و قصد ازدواج دارتد ولی او نمی‌تواند با این موضوع کنار بیاید و می‌خواهد هر طور شده او را به دست بیاورد و آن شعری که همیشه برایش می‌خواند را در هر جا و مکانی برای او پخش می‌کند و باعث ترس او می‌شود و راهول کیرن را تهدید کرده و بارها به او نی گوید که دوستش دارد بودن آنکه خود را به او نشان دهد و به عنوان دوست سونیل به پیش خانواده کیرن می‌رود و خود را به خانواده آن‌ها نیز نزدیک می‌کند آن‌ها قضیه آن مرد که برای دخترشان شعر می‌خواند را را به پلیس می‌گویند و راهول سرایدار خانه آن‌ها را می‌کشد و طوری وانمود می‌کند که او خودکشی کرده
و همه تقصیرها گردن او می‌افتد کیرن و سونیل با هم ازدواج می‌کنند و به ما عسل می‌روند ولی راهول دست از سرشان برنمی‌دارد و همراه آن‌ها به ماه عسل می‌رود و طوری برنامه‌ریزی می‌کند که انگار بر خوردشان با هم کاملاً اتفاقی است و…

## بازیگران
- شاهرخ خان درنقش راهول مهرا
- جوهی چاولا درنقش کیرن آواستی
- سانی دئول درنقش سونیل ملهوترا
- انوپم کهیر درنقش ویجی آواستی
- تانوی عظمی درنقش پوجا آواستی
- دالیپ تاهیل درنقش کاپیتان مهرا
- آنو کاپور درنقش ویکرام اوبروی (حضور افتخاری)

## تولید
یاش چوپرا نقش راهول را در ابتدابه اجی دیوگن پیشنهاد داد اما او به دلیل گرفتاربودن قبول نکرد. سپس عامر خان هم نقش را رد کرد چون از فیلم قبلی که با یاش چوپرا داشت ناراضی بود. در نهایت شاهرخ خان نقش را قبول کرد. سانجی دات در سال ۱۹۹۵ذکر کردکه او بخشی از فیلم بوده اما چوپرا مجبور شده به دلیل زندان رفتن وی، بازیگر دیگری برای نقش راهول انتخاب کند.
چوپرا به سانی دئول پیشنهاد کرد که بین نقش راهول وسونیل یکی را انتخاب کند. دئول سونیل را انتخاب کرد چون باور داشت که در زندگی حرفه‌ای اش تغییر مثبتی ایجاد می‌کند که البته این‌طور نشد.
نقش جوهی چاولا را هم راوینا تاندون به همان دلیل عامر خان رد کرد.

## لیست آهنگ‌ها
| عنوان                                             | خواننده(ها)                                   |
| ------------------------------------------------- | --------------------------------------------- |
| "تو مره سمنه"(تو جلوی من هستی)                    | اودیت نارایان، لاتا منگشکار                   |
| "انگ سه انگ لگنا"                                 | آلکا یاگنیک، وینود راتود، سودش بوسل           |
| "جادو تری نظر"(جادوی نگاه تو)                     | اودیت نارایان                                 |
| "دروازه بند کارلو" (اول در رو ببند)               | لاتا منگشکار، آبهیجیت باتاچریا                |
| "لیکاهه یه"(این نوشته شده‌است)                     | هری هاران، لاتا منگشکار                       |
| ""مری مانه لگا دیه"(مادرم ۱۶ دکمه به لباسم دوخته) | لاتا منگشکار، کاویتا کریشنامورتی، پاملا چوپرا |

## فروش
ترس تبدیل به سومین فیلم پرفروش سال شد و «بسیار پرفروش» نام گرفت.
این فیلم آغاز دوران طلایی همکاری‌های شاهرخ خان با یاش چوپرا ویاش راج فیلمز بودکه از جمله موفق
ترین‌های آن‌ها می‌توان به دلشکستهٔ شجاع عروس را می‌برد وآخرین همکاریشان پیش از مرگ یاش چوپرا، مادامیکه زنده‌ام اشاره کرد.

## جوایز
- نشنال فیلم اواردز:
- برنده:بهترین فیلم محبوب تفریحی سالم
- جوایز فیلم فیر:
- برنده:بهترین کمدین:انوپام کر
- برنده:بهترین فیلمبرداری
- نامزد:بهترین کارگردان
- نامزد:بهترین کارگردانی موسیقی
- نامزد:بهترین اجرا درنقش منفی:شاهرخ خان
- نامزد:بهترین خواننده مرد:اودیت نارایان برای جادو تری نظر